# Bolifushi
Bolifushi ist eine kleine maledivische Insel im Süd-Malé-Atoll im Indischen Ozean. Sie liegt am nordwestlichen Rand des Atolls und misst 100 Meter in der Breite sowie 50 Meter in der Länge. Der Name der Insel bedeutet so viel wie Muschelinsel und setzt sich aus zwei Dhivehi-Wörtern zusammen: Boli sind Muscheln, Fushi sind kleine Inseln. Auffällig sind die Bungalows im Nordwesten der Touristeninsel, die auf Pfahlbauten über dem Wasser in einer Dreiecksformation stehen. Im Jahre 2008 genehmigte das Ministerium für Tourismus Pläne für einen umfangreichen Umbau der Insel. Ziel der Pläne ist es, ein gehobeneres Publikum anzusprechen.